# Tone Polda
Tone Polda (Krnica, 4 giugno 1917 – Mrzica, 23 giugno 1945) è stato un presbitero, poeta e prosatore sloveno.

## Biografia
Tone Polda nacque in una modesta famiglia di contadini a Krnica (Gorenjska settentrionale) il 4 giugno 1917. Qui nel panorama maestoso del Triglav e delle Caravanche trascorse l'infanzia, suggestionato dal paesaggio alpino e dalla vita dei valligiani. Questa per Polda fu un'esperienza fondamentale che influenzò la tematica della sua produzione artistica. Dopo la scuola elementare frequentò il ginnasio vescovile di Šentvid dove conseguì la maturità classica nel 1937 e ultimati gli studi di teologia fu ordinato sacerdote nel 1943. Durante la guerra trascorse un periodo di vacanza presso un amico a Zadenska Vas (Dobrepolje) e qui in giugno del 1943 celebrò la sua prima messa. Dopo l'armistizio italiano dell'8 settembre coi resti della Milizia Volontaria Anti Comunista locale si rifugiò nel castello di Turjak. Sopravvissuto all'assedio e alla conquista della località da parte dei partigiani comunisti si ritirò momentaneamente a Lubiana. Poi si arruolò come cappellano militare nelle formazioni dei Domobranci e a Rakek militò nel battaglione del generale Leon Rupnik. Prima della fine della guerra riparò in Carinzia, ma le forze di occupazione inglesi lo rispedirono in Slovenia consegnandolo ai comunisti. Internato nel campo di Teharje, cercò di nascondere la propria identità di sacerdote per offrire un'assistenza religiosa ai prigionieri. Il 21 giugno 1945 con un gruppo di 11 compagni tentò la fuga dal lager, ma fu ucciso nei boschi di Mrzlica mentre si dirigeva verso Hrastnik. La data della sua morte è incerta.

## Opera
Tone Polda avvertì fin dall'adolescenza il fascino della letteratura e giovanissimo si dedicò all'attività letteraria pubblicando poesie liriche in riviste studentesche manoscritte, come "Jutranje zarje" (Alba), "Domače vaje" (Esercizi per casa) e "Mlada setev" (Semina precoce), la rivista studentesca fondata da France Kunstelj. Collaborò anche a rappresentazioni teatrali, come testimoniano i drammi "Julij Cezar" (Giulio Cesare) e "Luč iz gora" (La luce dalle montagne). Pubblicò le sue brevi composizioni in prosa in "Vrtec" (Il giardiniere), "Kres" (Il falò), "Naša zvezda" (La nostra stella) e finì per dedicarsi completamente alla narrativa. Sull'onda delle memorie d'infanzia affrontò soprattutto le problematiche del mondo contadino approfondendone gli aspetti sociali, psicologici e folkloristici. Questo è evidente soprattutto nelle novelle "Zemlja" (La terra), "Novi črednik" (Il nuovo mandriano), "Trnarjeva Franca" (Franca di Trnar), "Gorjansko bandero" (Il vessillo di Gorje), "Harmonika" (La fisarmonica), "Slepčeva pesem" (Il canto del cieco). Abbozzò il romanzo "Gora" (La montagna) in cui tentò di continuare alla maniera di Jalen la descrizione della vita tipica dell'estremo settentrione carniolano fra Gorje e Gornje, com'è evidente dai capitoli pubblicati, "Skozi Šija" e "Zadnji klin" (L'ultimo cuneo). La sua narrativa, caratterizzata dalla presenza di contadini e da una tematica cristiana, si inserisce così nel filone dei sacerdoti scrittori, cui appartengono Fran Saleški Finžgar, Ksaver Meško, Janez Jalen e France Kunstelj. Dopo una parentesi di silenzio durata circa mezzo secolo la sua produzione è stata pubblicata nel 1996 a Celje col titolo "Moja Krnica" (La mia Krnica), curata da France Pibernik.